# Xiaoxi, Chongqing
Xiaoxi (kinesiska: 孝溪) är en socken i sydvästra Kina. Den ligger i häradet Xiushan i storstadsområdet Chongqing,  omkring 260 kilometer sydost om det centrala stadsdistriktet Yuzhong. Antalet invånare är 9 414. Befolkningen består av 4 387 kvinnor och 5 027 män. Barn under 15 år utgör 25,0 %, vuxna 15-64 år 62 %, och äldre över 65 år 12,0 %.